# Авіакомпанії Албанії
Авіакомпанії Албанії — авіаційні підприємства, що зареєстровані в Албанії.
| Назва авіакомпанії | Зображення | Код IATA | Код ICAO | Позивний | Рік заснування | Примітки |
| ------------------ | ---------- | -------- | -------- | -------- | -------------- | -------- |
| Albawings          |            | 2B       | AWT      |          | 2016           | Стартап  |
| Air Albania        |            | ZB       | LBN      |          | 2019           |          |